# Коно, Тамио
Тамио Коно (англ. Tamio Kono; 27 июня 1930, Сакраменто, Калифорния, США — 24 апреля 2016, Гонолулу, Гавайи, США) — американский тяжелоатлет, двукратный чемпион летних Олимпийских игр: в Хельсинки (1952) и в Мельбурне (1956).

## Спортивная и тренерская карьера
Родился в семье японских иммигрантов. В годы Второй мировой войны в 1942 г. был интернирован с родителями в лагерь в северной Калифорнии и оставался там до декабря 1945 г. В лагере с друзьями занимался бодибилдингом и тяжелой атлетикой. В начале 1946 года он вернулся со своей семьей в Сакраменто, где окончил среднюю школу, одновременно работал в Калифорнийском департаменте автомобильных транспортных средств. Здесь он начал систематический заниматься тяжелой атлетикой под руководством Боба Хоффмана и в 1948 г. впервые выступил на соревнованиях в Северной Калифорнии, на которых занял второе место в легком весе.
С этого момента он начал тренироваться с известными в тот период штангистами Дэном Уальде и Роем Хиллигеном в спортивном центре в Окленде. На чемпионате по тяжелой атлетике Тихоокеанского побережья в Беркли (1950) он стал победителем в олимпийском троеборье.
В 1952 году он был отобран на Олимпийские игры в Хельсинки, после того как занял второе место на чемпионате Соединенных Штатов 1950 и 1951 годов. На первых же Играх стал олимпийским чемпионом. В 1952/53 находился на военной службе в Германии.
Добивался наивысших результатов сразу в трех весовых категориях: легкой, средней и полутяжелой весах. На летних Олимпийский играх в Мельбурне (1956) вновь завоевал золотую медаль, а через четыре года в Риме (1960) стал серебряным призером. Являлся шестикратным чемпионом мира (1953—1955, 1957—1959), серебряным (1962) и бронзовым (1961) призёром чемпионата мира. 11-кратный чемпион США (1952-1955, 1957-1963), двукратный серебряный призер (1950 и 1951), бронзовый призер (1965). Также выиграл три золотые медали на Панамериканских играх (1955, 1959 и 1963). Установил в общей сложности 26 мировых и 7 олимпийских рекордов. Единственный тяжелоатлет, установивший мировые рекорды в четырех разных категориях.
В 1965 г. закончил выступать как атлет. Был успешным бодибилдером, получив титулы Международной федерации тяжёлой атлетики и культуризма и «Мистер Вселенная» (1954, 1955, 1957 и 1961).
Во время своей тяжелой атлетической карьеры в 1960-х гг. разработал бандажи для поддержки колени во время тренировки. Затем они были доработаны до локтей и стали стандартом экипировки в этом виде спорта. Его переписка с фирмой Adidas привела к созданию специальной спортивной обуви — «штангеток» для занятий тяжелой атлетикой, пауэрлифтингом, бодибилдингом, кроссфитом.
После завершения спортивной карьеры занимал ведущие позиции в отрасли, но отказался от этих должностей, когда в 1966 г. был назначен главным тренером сборной Мексики. С 1969 по 1972 г. был главным тренером сборной Германии по тяжелой атлетике. По завершении Олимпийских игр в Мюнхене (1972) вернулся в Соединенные Штаты и поселился в Оаху, Гавайи. Работал работу в городе Гонолулу. Тем не менее, он остался верен тяжелой атлетике в качестве почетного тренера сборной США, главным тренером которой он был с 1972 по 1976 г. C 1987 по 1990 г. был наставником женской команды США.
Был восьмикратным обладателем приза Джеймса Салливана Союза спортсменов-любителей США (AAU), наградой, вручаемого ежегодно лучшим американским спортсменам-любителям. В 1978 г. стал первым членом Зала Спортивной славы Гавайев. Был введен в Зал Олимпийской спортивной славы Соединенных Штатов (1990), а затем — в Зал славы Федерации международной тяжелой атлетики (1993). В 2005 г. Международная федерация тяжелой атлетики назвала его «Тяжелоатлетом века».

## Мировые рекорды
9 мировых рекордов в жиме над головой:
- 112,5 кг — в Копенгагене (1952; легкий вес),
- 130 кг — в Индианаполисе (1953; средний вес),
- 131 кг — в Лилле (1954; средний вес),
- 143,5 кг — в Мехико (1954; полутяжелый вес),
- 132,5 кг — в Ленинграде (1955; средний вес),
- 133,5 кг — в Гонолулу (1956; средний вес),
- 144 кг — в Гонолулу (1956; полутяжелый вес),
- 144,5 кг — в Гонолулу (1957; полутяжелый вес),
- 145 кг — в Гонолулу (1957; полутяжелый вес).

2 мировых рекорда в рывке:
- 117,5 кг — в Хельсинки (1954; легкий вес),
- 133,5 кг — в Стокгольме (1954; средний вес).

4 мировых рекорда в толчке:
- 168,5 кг — в Стокгольме (1953; средний вес),
- 172,5 кг — в Копенгагене (1954; легкий вес),
- 173,5 кг — в Гонолулу, (1956; легкий вес),
- 175 кг — в Мельбурне (1956; легкий вес).

7 мировых рекорда в олимпийском троеборье:
- 412,5 кг — в Мангейме (1953; средний вес),
- 415 кг — в Индианаполисе (1953; средний вес),
- 435 кг — в Вене (1954; легкий вес),
- 442,5 кг — в Гонолулу (1956; легкий вес),
- 447,5 кг — в Мельбурне (1956; легкий вес),
- 425 кг — в Стокгольме (1958; средний вес),
- 427,5 кг — в Чикаго (1958; средний вес),